# Xanthoparmelia mobergii
Xanthoparmelia mobergii är en lavart som beskrevs av T. H. Nash & Elix. Xanthoparmelia mobergii ingår i släktet Xanthoparmelia och familjen Parmeliaceae.   Inga underarter finns listade i Catalogue of Life.